# Austriacki Związek Narciarski
Austriacki Związek Narciarski (niem. Österreichischer Skiverband) – austriackie stowarzyszenie kultury fizycznej pełniące rolę austriackiej federacji narodowej w biegach narciarskich, kombinacji norweskiej, narciarstwie alpejskim, narciarstwie dowolnym oraz skokach narciarskich.
Związek powstał w 1905 roku. Jest członkiem Międzynarodowej Federacji Narciarskiej (FIS). Do jego celów statutowych związku należy promowanie, organizowanie i rozwój narciarstwa w Austrii m.in. poprzez szkolenia zawodników i instruktorów i organizację zawodów.